# L'Astral
 (février 2021).

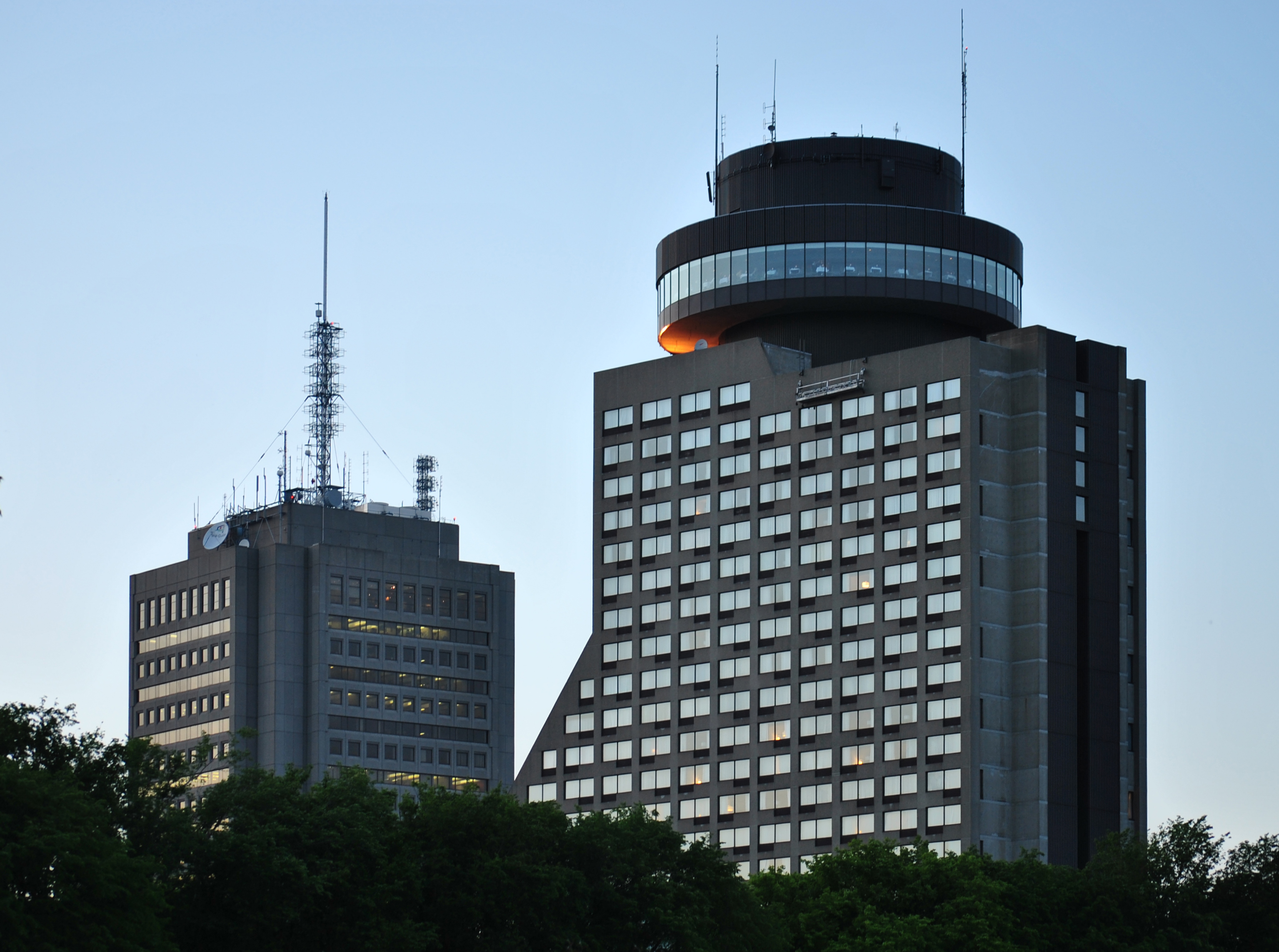
Le restaurant était situé au sommet de l'Hôtel le Concorde

L'Astral est le nom donné de 1974 à 2013 au restaurant rotatif panoramique situé au sommet de l'Hôtel Loews Le Concorde à Québec. En 2014, il est repris par le Groupe Restos Plaisirs et devient Ciel! Bistro-Bar.
Chefs:
- Yvan Filion
- Jean-Claude Crouzet (1999-
- Mario Martel (1997-1999)
- Konrad Weinbuch (1995-1997)
- Jean-Pierre Sauval (1993-1995)
- Nanak Chand Vig (1985-1992)
- Gilbert Vieux-Fort (1983-1984)
- José Mariello (1980-1982)
- Michel Azema (1974-1980)